# Pierre-Marie Beaude
Pierre-Marie Beaude, né le 31 octobre 1941 à Saint-Pierre-Église en France, est un ancien prêtre et ancien professeur du Centre autonome d'enseignement de pédagogie religieuse (CAEPR) de l’université de Lorraine, membre du laboratoire Écritures (EA 3943), écrivain pour la jeunesse mais aussi pour les adultes.

## Biographie,
Pierre-Marie Beaude naît dans une famille ouvrière de la banlieue cherbourgeoise de Tourlaville. C’est la guerre et sa famille s’est réfugiée à Saint-Pierre-Église puis au Teilleul, où elle se retrouve sous les bombardements de la contre-attaque allemande de Mortain. Il est le cinquième d’une fratrie de sept enfants. Son frère aîné, Joseph (1933-2015), philosophe, est chercheur au CNRS, spécialiste de Descartes et surtout de la mystique française du XVIIe siècle.
Sa jeunesse se passe à Tourlaville. Il accomplit son secondaire à l’Institut Saint-Paul de Cherbourg, section lettres, latin et grec (1952-1960). Il entre au grand séminaire de Coutances pour des études de philosophie et de théologie (1960-1966). Il y commence l’étude de l’hébreu et de l’exégèse biblique. En 1965, il fait son premier voyage au Proche-Orient, découvrant la Turquie, la Syrie, le Liban, Israël. Il est ordonné prêtre en 1966. De 1966 à 1970, il poursuit des études à l’Université Grégorienne de Rome et à l’Institut biblique. Il commence un doctorat sur l’histoire de l’interprétation de la Bible dont il fait sa spécialité. Il soutient sa thèse à l’Université Grégorienne en 1979. En 1989, il obtient près de l’Université de Strasbourg, le diplôme Habilitation à Diriger des Recherches en Exégèse, Théologie et Sciences Religieuses.
En 1971, il devient professeur au Centre d’études théologiques de Caen jusqu’en 1984. Il fréquente Paris, travaille au service biblique Évangile et Vie qui édite les célèbres « Cahiers Évangile » et commence à publier dans le domaine biblique. Il travaille également avec Claude Raison, rédacteur en chef du journal Okapi, et commence ses premières publications pour la jeunesse avec des nouvelles de fiction et des adaptations de textes anciens.
Il quitte alors la Normandie pour s’établir en Lorraine, comme chargé de cours puis comme professeur titulaire à l’UFR de Lettres et Sciences Humaines de l’Université de Metz,duranr plus de 25 ans, avec pour spécialité le judaïsme ancien et les origines chrétiennes. Il y est professeur au Centre Autonome de Pédagogie Religieuse, qui forme en particulier les professeurs de religion des régions concordataires. Il enseigne également au niveau DEA dans la discipline des Lettres. Sa fréquentation des professeurs de Littérature et de Sciences Humaines le conduit à orienter sa recherche sur la présence de la Bible,, dans la littérature contemporaine et les liens entre théologie et littérature. En tant que directeur puis membre de l’Équipe de recherche EA 3943 Écritures, il organise régulièrement des colloques internationaux, suivis de publications, et noue des liens avec diverses universités étrangères, dont l’université Laval, Québec, ou il va enseigner comme professeur associé et devenir membre associé du Groupe de recherche esthétique et théologie (2002-2005).
Il publie des fictions depuis 1987,, et est depuis, selon Le Temps, un « romancier prolixe ».
En 1988 son ouvrage Le Livre de la création illustré   par Georges Lemoine est lauréat du prix international BolognaRagazzi de la Foire du livre de jeunesse de Bologne. 
Il est élu à plusieurs reprises au Conseil Scientifique de l’université de Lorraine et siège régulièrement à la Commission spéciale consultative de théologie catholique du CNU en tant que membre élu. Il prend sa retraite de l’université en 2007. Il quitte cette même année l’Église catholique[précision nécessaire] pour se consacrer uniquement et en tout indépendance d’esprit à la recherche mais aussi et surtout à l’écriture de fiction.
Il est lauréat du prix Erckmann-Chatrian en 1990 pour Le Muet du roi Salomon, et il est membre du jury littéraire de ce prix depuis 2004.
En 2006 il est l'auteur qui représente la France pour concourir au prestigieux prix international, le prix Hans Christian Andersen,.
Son ouvrage La Bible de Lucile obtient le prix de littérature religieuse  en 2015.

## Publications

### Littérature
- Le Muet du roi Salomon, Paris, Gallimard, coll. « Page blanche », 1989. Rééd. 1992.
- Issa, enfant des sables[13],[14], Paris, Gallimard, coll. « Page blanche », 1995. Rééd. 1996 et 1999. Folio junior no 1220.
- Le Veilleur de Cibris, Paris, Éditions Desclée de Brouwer, 1997
- Ocre, Paris, Gallimard, coll. « Page blanche », 1998
- Marie la passante[15],[16], Paris, Éditions Desclée de Brouwer, coll. « Littérature ouverte », 1999
- Cœur de louve, Paris, Gallimard, coll. « Page blanche », 1999. Folio junior no 1280.
- Simples portraits au fil du temps, Éditions Desclée de Brouwer, coll. « Littérature ouverte », 2000
- La Maison des lointains[17], Paris, Gallimard, coll. « Scripto », 2002. Folio junior no 1473.
- Jeremy cheval, Paris, Gallimard, coll. « Hors piste », 2003. Folio junior no 1613.
- La Maison des lointains, Texte et dossier, « La Bibliothèque Gallimard », Paris, 2004.
- Fleur des neiges, illustré par Claude Cachin, Paris, Gallimard, 2004.
- Cayetano et la Baleine : la musique sud-américaine, musique de Luis Rigou, Paris, Gallimard, 2004
- Leïla, les jours[18], Paris, Gallimard, coll. « Scripto », 2005
- Archéopolis. I. Le pilleur de tombes[19], Paris, Gallimard, coll. « Hors piste », 2006.
- Archéopolis II. L'oiseau du secret, Paris, Gallimard, coll. « Hors piste », 2007.
- Archéopolis III. Les tablettes magiques, Paris, Gallimard, coll. « Hors piste », 2008.
- Le Muet du roi Salomon, nouvelle édition revue et corrigée, Paris, Gallimard, coll. « Scripto », 2008.
- L'Épopée de Gilgamesh, adaptée par P.-M. Beaude, Paris, Gallimard, coll. « Textes classiques », 2009. Folio junior no 1504
- L'Épopée de Gilgamesh, adaptée par P.-M. Beaude, lue par Thierry Hancisse, de la Comédie française, 2 CD, Paris, Gallimard, 2010.
- Khénou, le protégé d'Horus, illustré par Giorgio Baroni, Toulouse, Milan, 2010.
- Jésus, une rencontre en Galilée, Paris, Casterman, coll. « Épopée », 2010.
- Yvain et Lancelot, chevaliers de la table ronde, traduit et adapté de Chrétien de Troyes, Paris, Gallimard, coll. « Textes classiques », 2010. Folio junior no 1545.
- Les Fabliaux du Moyen Âge, Paris, Gallimard, coll. « Textes classiques », 2011. Folio junior no 1589.
- Yvain ou Le chevalier au lion, traduit et adapté de Chrétien de Troyes, Paris, Gallimard, coll. « Textes classiques », 2012. Folio junior no 1632.
- Lancelot ou le chevalier à la charrette, Paris, Gallimard, coll. « Textes classiques », 2012. Folio junior no 1633.
- La Bible de Lucile : notre voyage de la Genèse à l'Apocalypse[5],[6],[7],[20], Montrouge, Bayard, coll. « Domaine biblique », 2014, 1248 p.  (ISBN 978-2227483262)
- Le livre des merveilles de Marco Polo, Paris, Gallimard, coll. « Textes classiques », 2015. Folio junior no 1720.
- Flora la desconocida del espacio
- Récits de la Bible, Paris, Gallimard, coll. « Textes classiques », 2017. Folio Junior n° 1793.
- Laomer, la nouvelle histoire de Lancelot du Lac,  Paris, Gallimard Jeunesse, « Grand Format », 2018.
- série Ulysse, Gallimard jeunesse

1. Prince d'Ithaque[21], 2022
2. Vainqueur de Troie[22], 2023

### Exégèse et herméneutique,
- Jésus oublié, Paris, Cerf, 1977.
- Selon les Écritures…, Paris, Cerf, coll. « C. E. », no 12, 1975.
- Tendances nouvelles de l'exégèse, Paris, Centurion, 1979.
- L'Accomplissement des Écritures, Paris, Cerf, coll. « Cogitatio Fidei », 1980.
- Jésus de Nazareth, Paris, Desclée de Brouwer, coll. « Bibliothèque d'histoire du christianisme », 1984. Rééd. 1993. Rééd. 2009
- Premiers chrétiens, premiers martyrs, Paris, Gallimard, coll. « Découvertes Gallimard / Religions » (no 189), 1993. Rééd. 2002 et 2005.
- Qu'est-ce que l'Évangile ?, Paris, Cerf, coll. « C. E. », no 96, 1996.
- La Passion des premiers chrétiens, Paris, Gallimard, coll. « Découvertes Gallimard Texto » (no 6), 1998.
- Saint Paul : l'œuvre de métamorphose, Paris, Cerf, 2011.

## Prix et distinctions
- 1988 Le livre de la Création, illustré par Georges Lemoine : Grand prix graphique du  livre pour la jeunesse de la Foire du livre de jeunesse de Bologne[8].
- 1990 Le livre de Jonas : Grand prix des Treize.
- 1990 Le muet du Roi Salomon : Prix Erckmann-Chatrian[9]
- 1996 Issa, enfant des sables : Grand Prix du Comité Français pour l’UNICEF[14]
- 2003 La maison des lointains : Prix Amerigo-Vespucci Jeunesse[23]
- 2003 Jeremy Cheval : Prix Jeunesse de la Foire du livre de Brive-la-Gaillarde[24].
- 2005 Leïla, les jours : Prix Saint-Exupéry[25],[26] ; Prix NRP de littérature jeunesse[26].
- 2006 Nommé comme auteur français  2006 par IBBY-France (International Board on Books for Young People) pour concourir au prix Hans Christian Andersen[11],[3].
- 2008  Archéopolis : Prix des Dévoreurs de livres, Inspection Académique de l'Eure.
- 2015 La Bible de Lucile : prix de littérature religieuse[12]
- Prix de littérature de l'Académie Nationale de Metz pour l’ensemble de  l’œuvre.

En 2024, son ouvrage Jeremy cheval fait partie de la « Bibliothèque idéale » du Centre national de la littérature pour la jeunesse (BnF).